# Antoine Casenobe
Antoine Casenobe (Salelles, 3 de novembre del 1914 - Alger, 26 de febrer del 1943) va ser un famós pilot de combat, as francès de la Segona Guerra Mundial.

## Biografia
Obtingué el títol de pilot el 1934. Tenia la graduació de Sargent-Chef quan entra a l'esquadrilla SPA 160 Diables Rouges (3a. esquadrilla del Grup de Caça 2/4) en començar la guerra. En la batalla de França pilotà el caça bombarder Curtiss H-75A-2, tingué set victòries homologades (la primera de les quals, el 8 de setembre del 1939, seria una de les dues primeres victòries aèries franceses contra els alemanys!) i fou nomenat Adjudant-Chef. Anà al nord de l'Àfrica amb les forces del govern de Vichy fins que l'operació Torxa les feu passar al comandament aliat. Era a Tunísia i pilotava un caça de l'esquadrilla Lafayette quan, el 22.2.43 en l'evacuació causada per l'avanç alemany (Batalla del Pas de Kasserine) el seu Curtiss P-40F5 es quedà en pana de combustible. Intentà aterrar d'emergència en un terreny irregular; l'aparell bolcà i Casenobe es trencà l'espinada. Morí en un hospital d'Alger arran de les ferides sofertes.
Va ser distingit amb la Medalla Militar, la Creu de Guerra 1939-1945 amb palmes i 8 citacions. També fou fet cavaller de la Legió d'Honor a títol pòstum. El seu poble natal li dedicà una cèntrica avinguda.

### Destinacions en què serví
| Període                            | Lloc                  | Unitat                                     |
| ? -1939                            | França                | 33è. Esquadró de Reconeixement             |
| 15 de maig del 1939-agost del 1940 | França/Algèria/Marroc | 3a. esquadrilla del Grup de Caça 2/4       |
| agost del 1940 - ?                 | Algèria/Marroc        | 1a. esquadrilla del Grup de Caça 1/5       |
| ? - novembre del 1942              | Algèria/Marroc        | 3a. esquadrilla del Grup de Caça 2/5       |
| gener del 1943-febrer del 1943     | Tunísia               | esquadrilla Lafayette del Grup de Caça 2/5 |

### Avions abatuts
| Data       | Lloc                                | Tipus d'avió abatut |
| 8.9.1939   | Auerbach-Schaidt (Alemanya)         | Bf 109 E            |
| 21.11.1939 | E. de Pirmasens (Alemanya)          | Me 109              |
| 15.5.1940  | Bosc de Signy-l'Abbaye              | Hs 126              |
| 15.5.1940  | regió de Flosse-Feorennes (Bèlgica) | Me 109              |
| 16.5.1940  | entre Fismes i Reims                | Do-17               |
| 16.5.1940  | entre Fismes i Reims                | Me 110              |
| 9.6.1940   | Morionvilliers                      | Me 109              |